# Халия
Халия в древногръцката митология е нимфа от о-в Родос. Дъщеря е на Таласа. Баща ѝ е Понт или Уран. Халия е майка на Рода от Посейдон.